# Sidi Brahim (vin)
 (octobre 2016).
Si vous disposez d'ouvrages ou d'articles de référence ou si vous connaissez des sites web de qualité traitant du thème abordé ici, merci de compléter l'article en donnant les références utiles à sa vérifiabilité et en les liant à la section « Notes et références ».
Pour les articles homonymes, voir Brahim (homonymie) et Sidi Brahim.
Sidi-Brahim est une marque de vin « des contreforts de l'Atlas ». Composée à l'origine de vins d'Algérie puis du Maroc, la production s'est déplacée ensuite en Tunisie et à nouveau depuis 2019 exclusivement au Maroc, avec des vins d'appellation Beni M'Tir
- Pour le Rouge, les cépages sont Carignan - Alicante Bouschet - Cinsault et Grenache, mais il existe une déclinaison Cabernet Sauvignon Merlot.
- Le rosé : Carignan - Alicante Bouschet et Aramon

## Histoire
La marque a été fondée en 1924, en Algérie française par André Vigna pour commercialiser divers vins sans appellation d'origine. Elle emprunte son nom à la bataille de Sidi-Brahim (milieu du XIXe siècle).
Le Groupe Castel a acheté la marque en 2003 à la société William Pitters de Bernard Magrez, qui elle-même l'avait acquise auprès des frères Jacques et Philippe Vigna.